# Trasamund
Trasamund (również Thrasamund; ur. 450, zm. 523) – król Wandalów i Alanów w latach (496–523). Był czwartym władcą afrykańskiego państwa Wandalów i poza jego dziadem Genzerykiem rządził dłużej niż którykolwiek z jego poprzedników.
Był trzecim synem Gento, czwartego syna Genzeryka i doszedł do władzy tylko dlatego, że wszyscy synowie Genzeryka i jego własny brat, król Guntamund, zmarli około 40 roku życia.
Za jego panowania królestwo utraciło część terytorium (obszar dzisiejszej Algierii) na rzecz Berberów. Sam będąc arianinem, wsławił się zakończeniem prześladowań katolików, co w pewnym stopniu poprawiło stosunki Państwa Wandalów z Cesarstwem Bizantyjskim. Znany był z zainteresowań intelektualnych, także teologii. Odwołał z wygnania biskupa Fulgencjusza z Ruspe, z którym prowadził dysputy teologiczne. Starał się nawrócić katolików na wiarę ariańską, nagradzając tych, którzy zdecydują się na zmianę. Przyniosło to znacznie lepsze efekty niż prześladowania za Huneryka.
Trasamund około 500 roku zawarł sojusz z Teodorykiem Wielkim, królem Ostrogotów. Na jego potwierdzenie Goci przekazali Wandalom Lilibeum, zaś owdowiały Trasamund pojął za żonę również owdowiałą Amalafredę, siostrę Teodoryka. Sojusz został wystawiony na ciężką próbę w 508 roku, kiedy Wandalowie nie przybyli na pomoc Ostrogotom przeciw Bizantyjczykom oraz gdy dali pomoc pieniężną Gesalekowi, królowi Wizygotów, którego pokonał Ibba, wódz Teodoryka, aby na tronie wizygockim osadzić Alaryka II, wnuka monarchy. Potem Trasamund był zmuszony wysłać delegację z przeprosinami oraz dary na dwór do Rawenny i przyjąć ostrą reprymendę od szwagra. Teodoryk przyjął przeprosiny, dary odrzucił i przestrzegł Trasamunda na przyszłość. W 519 Wandalowie wysłali dzikie zwierzęta Teodorykowi, które były potrzebne do przedstawień cyrkowych, odprawianych by uczcić objęcie urzędu konsula, przez krewnego króla, Eutaryka.
Trasamund zmarł w 523 roku. Na tronie zastąpił go wówczas jego kuzyn, Hilderyk, pierwszy syn Huneryka.